# Otto Rothe
Otto Rothe   (Samoniny, 6 de novembre de 1924 - Bad Reichenhall, 9 de gener de 1970) va ser un genet alemany, especialista en el concurs complet d'equitació, guanyador de dues medalles olímpiques.
El 1952 va prendre part en els Jocs Olímpics d'Estiu de Hèlsinki, on va disputar dues proves del programa d'hípica amb el cavall Trux von Kamax. En el concurs complet per equips guanyà la medalla de plata, mentre en el concurs complet individual fou onzè. Quatre anys més tard, als Jocs de Melbourne, tornà a disputar dues proves del programa d'hípica, aquesta vegada amb el cavall Sissi. En el concurs complet per equips revalidà la medalla de plata, mentre en el concurs complet individual fou quinzè.
Reconegut col·leccionista de llibres sobre cria de cavalls, actualment s'exposen al Museu Alemany del Cavall de Verden.